# Biesslednyj
Biesslednyj ros. Бесследный – radziecki niszczyciel projektu 56, zmodyfikowany według projektu 56PŁO. W służbie od 31 października 1956 do 17 lipca 1988 roku, działał na Oceanie Spokojnym i Indyjskim.

## Budowa i opis techniczny

### Budowa i stan pierwotny
„Biesslednyj” został zbudowany (pod numerem 1205) w stoczni w Mikołajowie, stępkę położono 1 kwietnia 1954 roku. Okręt został zwodowany 5 listopada 1955 roku, zaś do służby wszedł 31 października 1956 roku. 
Niszczyciel charakteryzował się całkowitą długością 126 metrów (117,9 m na linii wodnej), szerokość wynosiła 12,76 metra, zaś zanurzenie maksymalnie 4,2 metra. Wyporność jednostki to: 2667 ton (standardowa), 2949 ton (normalna) i 3249 ton (pełna).
Napęd stanowiły 2 turbiny parowe TW-8 o mocy 72 000 KM zasilane przez 4 kotły parowe wodnorurkowe KW-76. Jednostka rozwijała prędkość maksymalną 38 węzłów. Przy 14 węzłach mogła ona pokonać 3850 mil morskich.
Uzbrojenie artyleryjskie okrętu składało się z 2 podwójnych dział SM-2-1 kalibru 130 mm L/58 i 4 czterolufowych działek przeciwlotniczych SM-20 ZIF kalibru 45 mm L/76. Niszczyciel dysponował 6 miotaczami bomb głębinowych BURUN. Uzbrojenie torpedowe stanowiły dwie pięciorurowe wyrzutnie kalibru 533 mm. Okręt mógł zabierać na pokład również miny morskie.
Załogę okrętu stanowiło 284 ludzi, w tym 19 oficerów.

### Modyfikacje
Okręt zmodernizowano zgodnie z projektem 56PŁO – prace prowadzano od 25 maja 1973 do 8 maja 1976 roku w Stoczni Dalzawod Nr 200 we Władywostoku.
Zmiany wprowadzono głównie w uzbrojeniu okrętu. Przednią wyrzutnię torpedową przystosowano do walki z okrętami podwodnymi, zaś tylną  zdemontowano. 
Zamiast miotaczy bomb głębinowych BURUN zamontowano dwa rakietowe miotacze typu RBU-6000 i dwa typu RBU-2500. Jako broń przeciwko rakietom lecącym na niskim pułapie na okręcie zamontowano 2 lub 4 podwójne automatyczne działka 2M-3M kalibru 25 mm. 
Opisane zmiany zwiększyły wyporność okrętu o ok. 450 ton oraz obniżyły maksymalną prędkość jednostki do około 34 węzłów. Zmniejszyła się również liczba załogantów.

## Służba
„Biesslednyj” pełnił służbę we Flocie Oceanu Spokojnego. Działał między innymi na Morzu Japońskim i na Oceanie Indyjskim. W kwietniu 1970 roku uczestniczył w manewrach Okiean. 
Skreślony z listy okrętów marynarki wojennej 17 lipca 1988 roku, sprzedany na złom firmie z Filipin, zatonął w Cieśninie Tajwańskiej w 1990 roku, w trakcie holowania. 
Okręt nosił kolejno numery burtowe: 636, 811, 448, 739, 756, 753 i 765.